# Crepis pulchra
Crépide élégante, Crépis élégant
Espèce
La Crépide élégante ou Crépis élégant (Crepis pulchra) est une espèce de plantes annuelles de la famille des Astéracées.
Crepis pulchra est une plante annuelle de la famille des Astéracées (Asteraceae) aux feuilles alternes, de forme simple, entière ou découpée. Les fleurs sont en panicule de capitules, de couleur jaune. Elle fleurit de mai à juillet.